# Danh sách hành tinh vi hình: 187001–188000
Đây là một phụ trang danh sách hành tinh vi hình, bắt đầu từ 187001 đến 188000. Để xem về các liên kết đến danh sách các hành tinh vi hình trên, xem danh mục. Bạn cũng nên xem danh sách tương tự Ý nghĩa tên hành tinh vi hình: 187001–188000 để biết thêm chi tiết về tên trong danh sách này.

| Thiên thể gần Trái Đất | MBA (bên trong) | MBA (bên ngoài)   | Centaur                           |
| Cắt ngang Sao Hỏa      | MBA (ở giữa)    | Troia của Sao Mộc | Thiên thể bên ngoài Sao Hải Vương |
|                        |                 |                   |                                   |

## Danh sách

### 187001-187100
| Họ       | Các tiểu hành tinh nhỏ | Chỉ định tạm thời (ngày khám phá) | Khám phá bởi         |
| -------- | ---------------------- | --------------------------------- | -------------------- |
| (187001) | 2004 TB107             | 7                                 | LINEAR               |
| (187002) | 2004 TO110             | 7                                 | LINEAR               |
| (187003) | 2004 TY120             | 6                                 | NEAT                 |
| (187004) | 2004 TV121             | 7                                 | LONEOS               |
| (187005) | 2004 TC127             | 7                                 | LINEAR               |
| (187006) | 2004 TK127             | 7                                 | LINEAR               |
| (187007) | 2004 TG128             | 7                                 | LINEAR               |
| (187008) | 2004 TM129             | 7                                 | LINEAR               |
| (187009) | 2004 TG137             | 8                                 | LONEOS               |
| (187010) | 2004 TB170             | 7                                 | LINEAR               |
| (187011) | 2004 TT224             | 8                                 | Spacewatch           |
| (187012) | 2004 TW232             | 8                                 | Spacewatch           |
| (187013) | 2004 TO282             | 7                                 | LINEAR               |
| (187014) | 2004 TA297             | 10                                | Spacewatch           |
| (187015) | 2004 UM2               | 18                                | LINEAR               |
| (187016) | 2004 UT2               | 18                                | LINEAR               |
| (187017) | 2004 VO7               | 3                                 | Spacewatch           |
| (187018) | 2004 YC25              | 18                                | Mt. Lemmon Survey    |
| (187019) | 2004 YU36              | 20                                | Mt. Lemmon Survey    |
| (187020) | 2005 AZ63              | 13                                | Spacewatch           |
| (187021) | 2005 AU66              | 13                                | Spacewatch           |
| (187022) | 2005 BJ1               | 16                                | LINEAR               |
| (187023) | 2005 BQ2               | 16                                | LINEAR               |
| (187024) | 2005 BN13              | 17                                | Spacewatch           |
| (187025) | 2005 DB2               | 28                                | LINEAR               |
| (187026) | 2005 EK70              | 8                                 | LINEAR               |
| (187027) | 2005 EZ119             | 8                                 | LONEOS               |
| (187028) | 2005 EY150             | 10                                | Spacewatch           |
| (187029) | 2005 EH161             | 9                                 | Mt. Lemmon Survey    |
| (187030) | 2005 EZ265             | 13                                | CSS                  |
| (187031) | 2005 EY317             | 13                                | CSS                  |
| (187032) | 2005 GF32              | 4                                 | CSS                  |
| (187033) | 2005 GH64              | 2                                 | LONEOS               |
| (187034) | 2005 GG74              | 5                                 | CSS                  |
| (187035) | 2005 JT15              | 3                                 | Spacewatch           |
| (187036) | 2005 JS28              | 3                                 | Spacewatch           |
| (187037) | 2005 JJ74              | 8                                 | LINEAR               |
| (187038) | 2005 JF97              | 8                                 | Spacewatch           |
| (187039) | 2005 JL105             | 11                                | Mt. Lemmon Survey    |
| (187040) | 2005 JS108             | 14                                | LINEAR               |
| (187041) | 2005 JS127             | 12                                | LINEAR               |
| (187042) | 2005 KZ2               | 16                                | NEAT                 |
| (187043) | 2005 KE12              | 20                                | NEAT                 |
| (187044) | 2005 LF15              | 8                                 | LINEAR               |
| (187045) | 2005 LO21              | 6                                 | Spacewatch           |
| (187046) | 2005 LT23              | 11                                | Spacewatch           |
| (187047) | 2005 LZ29              | 11                                | Spacewatch           |
| (187048) | 2005 LV38              | 11                                | Spacewatch           |
| (187049) | 2005 LK41              | 12                                | Spacewatch           |
| (187050) | 2005 LQ48              | 15                                | Mt. Lemmon Survey    |
| (187051) | 2005 LY51              | 15                                | Mt. Lemmon Survey    |
| (187052) | 2005 MY                | 17                                | Mt. Lemmon Survey    |
| (187053) | 2005 MX4               | 18                                | Mt. Lemmon Survey    |
| (187054) | 2005 MP6               | 26                                | NEAT                 |
| (187055) | 2005 MR8               | 28                                | Spacewatch           |
| (187056) | 2005 MG10              | 27                                | Spacewatch           |
| (187057) | 2005 MV11              | 27                                | Spacewatch           |
| (187058) | 2005 MB17              | 27                                | Spacewatch           |
| (187059) | 2005 ML18              | 28                                | NEAT                 |
| (187060) | 2005 MX26              | 29                                | Spacewatch           |
| (187061) | 2005 MJ27              | 29                                | Spacewatch           |
| (187062) | 2005 MR31              | 28                                | NEAT                 |
| (187063) | 2005 MT31              | 28                                | Spacewatch           |
| (187064) | 2005 MN37              | 30                                | Spacewatch           |
| (187065) | 2005 MU40              | 30                                | Spacewatch           |
| (187066) | 2005 MH41              | 30                                | Spacewatch           |
| (187067) | 2005 MX41              | 30                                | Spacewatch           |
| (187068) | 2005 MM42              | 29                                | Spacewatch           |
| (187069) | 2005 MG50              | 30                                | LONEOS               |
| (187070) | 2005 MG52              | 30                                | LONEOS               |
| (187071) | 2005 MK53              | 28                                | NEAT                 |
| (187072) | 2005 NM9               | 1                                 | Spacewatch           |
| (187073) | 2005 NS23              | 4                                 | Spacewatch           |
| (187074) | 2005 NH28              | 5                                 | NEAT                 |
| (187075) | 2005 NA31              | 4                                 | Mt. Lemmon Survey    |
| (187076) | 2005 NH42              | 5                                 | Spacewatch           |
| (187077) | 2005 NR48              | 8                                 | Spacewatch           |
| (187078) | 2005 NA54              | 10                                | Spacewatch           |
| (187079) | 2005 NR54              | 10                                | Spacewatch           |
| (187080) | 2005 NO60              | 9                                 | CSS                  |
| (187081) | 2005 NX65              | 1                                 | Spacewatch           |
| (187082) | 2005 NR68              | 3                                 | NEAT                 |
| (187083) | 2005 NZ82              | 14                                | Broughton, J.        |
| (187084) | 2005 NK85              | 3                                 | Mt. Lemmon Survey    |
| (187085) | 2005 ND122             | 12                                | Spacewatch           |
| (187086) | 2005 OP1               | 26                                | NEAT                 |
| (187087) | 2005 OA14              | 30                                | NEAT                 |
| (187088) | 2005 OF14              | 30                                | Siding Spring Survey |
| (187089) | 2005 PE5               | 7                                 | Broughton, J.        |
| (187090) | 2005 PK9               | 4                                 | NEAT                 |
| (187091) | 2005 PC20              | 6                                 | NEAT                 |
| (187092) | 2005 QJ2               | 24                                | NEAT                 |
| (187093) | 2005 QA3               | 24                                | NEAT                 |
| (187094) | 2005 QS3               | 24                                | NEAT                 |
| (187095) | 2005 QL5               | 22                                | NEAT                 |
| (187096) | 2005 QZ12              | 24                                | NEAT                 |
| (187097) | 2005 QV15              | 25                                | NEAT                 |
| (187098) | 2005 QS20              | 26                                | LONEOS               |
| (187099) | 2005 QD21              | 26                                | LONEOS               |
| (187100) | 2005 QS24              | 27                                | Spacewatch           |

### 187101-187200
| Họ       | Các tiểu hành tinh nhỏ | Chỉ định tạm thời (ngày khám phá) | Khám phá bởi         |
| -------- | ---------------------- | --------------------------------- | -------------------- |
| (187101) | 2005 QW25              | 27                                | Spacewatch           |
| (187102) | 2005 QC30              | 29                                | LONEOS               |
| (187103) | 2005 QX32              | 25                                | NEAT                 |
| (187104) | 2005 QU37              | 25                                | NEAT                 |
| (187105) | 2005 QZ37              | 25                                | NEAT                 |
| (187106) | 2005 QW42              | 26                                | LONEOS               |
| (187107) | 2005 QV44              | 26                                | NEAT                 |
| (187108) | 2005 QT48              | 26                                | NEAT                 |
| (187109) | 2005 QP49              | 26                                | NEAT                 |
| (187110) | 2005 QC55              | 28                                | LONEOS               |
| (187111) | 2005 QG56              | 28                                | Spacewatch           |
| (187112) | 2005 QN60              | 26                                | LONEOS               |
| (187113) | 2005 QN62              | 26                                | NEAT                 |
| (187114) | 2005 QK69              | 28                                | Siding Spring Survey |
| (187115) | 2005 QU69              | 29                                | Spacewatch           |
| (187116) | 2005 QC71              | 29                                | Spacewatch           |
| (187117) | 2005 QG73              | 29                                | LONEOS               |
| (187118) | 2005 QE78              | 25                                | NEAT                 |
| (187119) | 2005 QD79              | 26                                | CINEOS               |
| (187120) | 2005 QO82              | 29                                | LONEOS               |
| (187121) | 2005 QQ82              | 29                                | LINEAR               |
| (187122) | 2005 QP83              | 29                                | LONEOS               |
| (187123) | 2005 QO84              | 30                                | Ory, M.              |
| (187124) | 2005 QX84              | 30                                | LINEAR               |
| (187125) | 2005 QD87              | 31                                | Piszkesteto          |
| (187126) | 2005 QN91              | 25                                | CINEOS               |
| (187127) | 2005 QG96              | 27                                | NEAT                 |
| (187128) | 2005 QW99              | 27                                | NEAT                 |
| (187129) | 2005 QY104             | 27                                | NEAT                 |
| (187130) | 2005 QV110             | 27                                | NEAT                 |
| (187131) | 2005 QF114             | 27                                | NEAT                 |
| (187132) | 2005 QM115             | 27                                | NEAT                 |
| (187133) | 2005 QO115             | 27                                | NEAT                 |
| (187134) | 2005 QG127             | 28                                | Spacewatch           |
| (187135) | 2005 QX133             | 28                                | Spacewatch           |
| (187136) | 2005 QQ134             | 28                                | Spacewatch           |
| (187137) | 2005 QU137             | 28                                | Spacewatch           |
| (187138) | 2005 QW137             | 28                                | Spacewatch           |
| (187139) | 2005 QX140             | 29                                | LINEAR               |
| (187140) | 2005 QV145             | 27                                | NEAT                 |
| (187141) | 2005 QG146             | 28                                | LONEOS               |
| (187142) | 2005 QN148             | 30                                | LONEOS               |
| (187143) | 2005 QV161             | 28                                | Siding Spring Survey |
| (187144) | 2005 QM162             | 30                                | NEAT                 |
| (187145) | 2005 QG165             | 31                                | NEAT                 |
| (187146) | 2005 QB166             | 31                                | NEAT                 |
| (187147) | 2005 QK169             | 29                                | NEAT                 |
| (187148) | 2005 QZ171             | 29                                | NEAT                 |
| (187149) | 2005 QF175             | 31                                | Spacewatch           |
| (187150) | 2005 QP175             | 31                                | NEAT                 |
| (187151) | 2005 QN178             | 27                                | NEAT                 |
| (187152) | 2005 QT178             | 29                                | Spacewatch           |
| (187153) | 2005 QS182             | 31                                | Spacewatch           |
| (187154) | 2005 QV182             | 25                                | NEAT                 |
| (187155) | 2005 RH3               | 5                                 | CSS                  |
| (187156) | 2005 RX5               | 6                                 | LONEOS               |
| (187157) | 2005 RT9               | 9                                 | LINEAR               |
| (187158) | 2005 RE10              | 8                                 | Pauwels, T.          |
| (187159) | 2005 RG10              | 8                                 | LINEAR               |
| (187160) | 2005 RG22              | 8                                 | LINEAR               |
| (187161) | 2005 RS22              | 11                                | Jarnac               |
| (187162) | 2005 RE29              | 12                                | NEAT                 |
| (187163) | 2005 RY33              | 13                                | LONEOS               |
| (187164) | 2005 RF42              | 14                                | Spacewatch           |
| (187165) | 2005 RB44              | 14                                | Spacewatch           |
| (187166) | 2005 RD46              | 14                                | Becker, A. C.        |
| (187167) | 2005 SJ5               | 23                                | CSS                  |
| (187168) | 2005 SR8               | 25                                | Spacewatch           |
| (187169) | 2005 SB13              | 24                                | Spacewatch           |
| (187170) | 2005 SH13              | 24                                | Spacewatch           |
| (187171) | 2005 SN13              | 24                                | Spacewatch           |
| (187172) | 2005 SM18              | 26                                | Spacewatch           |
| (187173) | 2005 SR26              | 23                                | Spacewatch           |
| (187174) | 2005 SF30              | 23                                | Spacewatch           |
| (187175) | 2005 SN35              | 23                                | Spacewatch           |
| (187176) | 2005 SP36              | 24                                | Spacewatch           |
| (187177) | 2005 SZ37              | 24                                | Spacewatch           |
| (187178) | 2005 SH39              | 24                                | Spacewatch           |
| (187179) | 2005 SV44              | 24                                | Spacewatch           |
| (187180) | 2005 SY49              | 24                                | Spacewatch           |
| (187181) | 2005 SD51              | 24                                | Spacewatch           |
| (187182) | 2005 SJ51              | 24                                | Spacewatch           |
| (187183) | 2005 SH60              | 26                                | Spacewatch           |
| (187184) | 2005 SO60              | 26                                | NEAT                 |
| (187185) | 2005 ST61              | 26                                | Spacewatch           |
| (187186) | 2005 SK62              | 26                                | Spacewatch           |
| (187187) | 2005 SY65              | 26                                | CSS                  |
| (187188) | 2005 SR66              | 27                                | Spacewatch           |
| (187189) | 2005 SB67              | 27                                | Spacewatch           |
| (187190) | 2005 SS68              | 27                                | Spacewatch           |
| (187191) | 2005 SU68              | 27                                | Spacewatch           |
| (187192) | 2005 SE70              | 27                                | NEAT                 |
| (187193) | 2005 SF72              | 23                                | CSS                  |
| (187194) | 2005 SW74              | 24                                | Spacewatch           |
| (187195) | 2005 SQ76              | 24                                | Spacewatch           |
| (187196) | 2005 SG78              | 24                                | Spacewatch           |
| (187197) | 2005 SF79              | 24                                | Spacewatch           |
| (187198) | 2005 SA80              | 24                                | Spacewatch           |
| (187199) | 2005 SM81              | 24                                | Spacewatch           |
| (187200) | 2005 SX81              | 24                                | Spacewatch           |

### 187201-187300
| Họ       | Các tiểu hánh tinh nhỏ | Chỉ định tạm thời (Ngày khám phá) | Khám phá bởi                |
| -------- | ---------------------- | --------------------------------- | --------------------------- |
| (187201) | 2005 SG83              | 24                                | Spacewatch                  |
| (187202) | 2005 SW84              | 24                                | Spacewatch                  |
| (187203) | 2005 SB85              | 24                                | Spacewatch                  |
| (187204) | 2005 SL89              | 24                                | Spacewatch                  |
| (187205) | 2005 ST92              | 24                                | Spacewatch                  |
| (187206) | 2005 SG95              | 25                                | Spacewatch                  |
| (187207) | 2005 SR95              | 25                                | Spacewatch                  |
| (187208) | 2005 SD96              | 25                                | Spacewatch                  |
| (187209) | 2005 SH104             | 25                                | Spacewatch                  |
| (187210) | 2005 SO105             | 25                                | Spacewatch                  |
| (187211) | 2005 SS105             | 25                                | NEAT                        |
| (187212) | 2005 SY105             | 25                                | Spacewatch                  |
| (187213) | 2005 SL110             | 26                                | Spacewatch                  |
| (187214) | 2005 SD111             | 26                                | Spacewatch                  |
| (187215) | 2005 SL111             | 26                                | NEAT                        |
| (187216) | 2005 SV111             | 26                                | Spacewatch                  |
| (187217) | 2005 SU118             | 28                                | NEAT                        |
| (187218) | 2005 SY119             | 29                                | Spacewatch                  |
| (187219) | 2005 SM125             | 29                                | Mt. Lemmon Survey           |
| (187220) | 2005 SX129             | 29                                | LONEOS                      |
| (187221) | 2005 SP133             | 29                                | Spacewatch                  |
| (187222) | 2005 SZ135             | 24                                | Spacewatch                  |
| (187223) | 2005 SX139             | 25                                | Spacewatch                  |
| (187224) | 2005 SS140             | 25                                | Spacewatch                  |
| (187225) | 2005 SG141             | 25                                | Spacewatch                  |
| (187226) | 2005 SH141             | 25                                | Spacewatch                  |
| (187227) | 2005 SJ143             | 25                                | Spacewatch                  |
| (187228) | 2005 SC144             | 25                                | Spacewatch                  |
| (187229) | 2005 SB145             | 25                                | Spacewatch                  |
| (187230) | 2005 SQ152             | 25                                | NEAT                        |
| (187231) | 2005 SR152             | 25                                | NEAT                        |
| (187232) | 2005 SN153             | 26                                | CSS                         |
| (187233) | 2005 SC154             | 26                                | Spacewatch                  |
| (187234) | 2005 SW154             | 26                                | Spacewatch                  |
| (187235) | 2005 SE157             | 26                                | Spacewatch                  |
| (187236) | 2005 SD160             | 27                                | Spacewatch                  |
| (187237) | 2005 SJ160             | 27                                | Spacewatch                  |
| (187238) | 2005 SH167             | 28                                | NEAT                        |
| (187239) | 2005 SR169             | 29                                | Spacewatch                  |
| (187240) | 2005 SK180             | 29                                | Mt. Lemmon Survey           |
| (187241) | 2005 SO180             | 29                                | Mt. Lemmon Survey           |
| (187242) | 2005 SR180             | 29                                | Mt. Lemmon Survey           |
| (187243) | 2005 SA184             | 29                                | Spacewatch                  |
| (187244) | 2005 SO190             | 29                                | LONEOS                      |
| (187245) | 2005 SV190             | 29                                | LONEOS                      |
| (187246) | 2005 SU192             | 29                                | CSS                         |
| (187247) | 2005 SA195             | 30                                | Spacewatch                  |
| (187248) | 2005 SS210             | 30                                | NEAT                        |
| (187249) | 2005 SS219             | 30                                | NEAT                        |
| (187250) | 2005 SQ221             | 30                                | CSS                         |
| (187251) | 2005 ST225             | 30                                | Spacewatch                  |
| (187252) | 2005 SA229             | 30                                | Mt. Lemmon Survey           |
| (187253) | 2005 SG235             | 29                                | Mt. Lemmon Survey           |
| (187254) | 2005 SL237             | 29                                | Spacewatch                  |
| (187255) | 2005 SD248             | 30                                | Spacewatch                  |
| (187256) | 2005 SG248             | 30                                | NEAT                        |
| (187257) | 2005 SX250             | 23                                | Spacewatch                  |
| (187258) | 2005 SF259             | 24                                | LONEOS                      |
| (187259) | 2005 SK278             | 24                                | Spacewatch                  |
| (187260) | 2005 SH279             | 30                                | Mt. Lemmon Survey           |
| (187261) | 2005 SM279             | 23                                | Spacewatch                  |
| (187262) | 2005 SW281             | 26                                | Spacewatch                  |
| (187263) | 2005 TH1               | 1                                 | CSS                         |
| (187264) | 2005 TQ3               | 1                                 | LONEOS                      |
| (187265) | 2005 TS9               | 1                                 | Mt. Lemmon Survey           |
| (187266) | 2005 TO21              | 1                                 | Spacewatch                  |
| (187267) | 2005 TA32              | 1                                 | Spacewatch                  |
| (187268) | 2005 TH32              | 1                                 | LINEAR                      |
| (187269) | 2005 TN33              | 1                                 | Spacewatch                  |
| (187270) | 2005 TT34              | 1                                 | Spacewatch                  |
| (187271) | 2005 TU40              | 1                                 | LONEOS                      |
| (187272) | 2005 TV43              | 5                                 | LINEAR                      |
| (187273) | 2005 TJ45              | 5                                 | LINEAR                      |
| (187274) | 2005 TV45              | 7                                 | Broughton, J.               |
| (187275) | 2005 TZ46              | 3                                 | CSS                         |
| (187276) | 2005 TM48              | 8                                 | Cernis, K., Zdanavicius, J. |
| (187277) | 2005 TA53              | 1                                 | LONEOS                      |
| (187278) | 2005 TK55              | 5                                 | LINEAR                      |
| (187279) | 2005 TE57              | 1                                 | Mt. Lemmon Survey           |
| (187280) | 2005 TS57              | 1                                 | Mt. Lemmon Survey           |
| (187281) | 2005 TK59              | 1                                 | Mt. Lemmon Survey           |
| (187282) | 2005 TH62              | 4                                 | Mt. Lemmon Survey           |
| (187283) | 2005 TC66              | 3                                 | CSS                         |
| (187284) | 2005 TT68              | 6                                 | Spacewatch                  |
| (187285) | 2005 TS72              | 5                                 | CSS                         |
| (187286) | 2005 TU72              | 5                                 | CSS                         |
| (187287) | 2005 TZ73              | 7                                 | LONEOS                      |
| (187288) | 2005 TY88              | 5                                 | Mt. Lemmon Survey           |
| (187289) | 2005 TO91              | 6                                 | Mt. Lemmon Survey           |
| (187290) | 2005 TW99              | 7                                 | LINEAR                      |
| (187291) | 2005 TY99              | 7                                 | LINEAR                      |
| (187292) | 2005 TC101             | 7                                 | CSS                         |
| (187293) | 2005 TV121             | 7                                 | Spacewatch                  |
| (187294) | 2005 TJ126             | 7                                 | Spacewatch                  |
| (187295) | 2005 TF132             | 7                                 | Spacewatch                  |
| (187296) | 2005 TV139             | 8                                 | Spacewatch                  |
| (187297) | 2005 TE142             | 8                                 | Spacewatch                  |
| (187298) | 2005 TV142             | 8                                 | Spacewatch                  |
| (187299) | 2005 TY151             | 10                                | Spacewatch                  |
| (187300) | 2005 TX156             | 9                                 | Spacewatch                  |

### 187301-187400
| Họ       | Các tiểu hành tinh nhỏ | Chỉ định tạm thời (ngày khám phá) | Khám phá bởi      |
| -------- | ---------------------- | --------------------------------- | ----------------- |
| (187301) | 2005 TU180             | 1                                 | Mt. Lemmon Survey |
| (187302) | 2005 TP191             | 1                                 | CSS               |
| (187303) | 2005 TQ193             | 1                                 | Mt. Lemmon Survey |
| (187304) | 2005 UV                | 23                                | Young, J. W.      |
| (187305) | 2005 UO2               | 23                                | Eskridge          |
| (187306) | 2005 UG4               | 25                                | Tucker, R. A.     |
| (187307) | 2005 UM9               | 21                                | NEAT              |
| (187308) | 2005 UV12              | 21                                | NEAT              |
| (187309) | 2005 UW15              | 22                                | Spacewatch        |
| (187310) | 2005 UK19              | 22                                | CSS               |
| (187311) | 2005 UR26              | 23                                | CSS               |
| (187312) | 2005 UZ27              | 23                                | Spacewatch        |
| (187313) | 2005 UH35              | 24                                | Spacewatch        |
| (187314) | 2005 UY37              | 24                                | Spacewatch        |
| (187315) | 2005 UZ37              | 24                                | Spacewatch        |
| (187316) | 2005 UG40              | 24                                | Spacewatch        |
| (187317) | 2005 UP40              | 24                                | Spacewatch        |
| (187318) | 2005 UJ41              | 24                                | Spacewatch        |
| (187319) | 2005 US43              | 22                                | Spacewatch        |
| (187320) | 2005 UC49              | 23                                | CSS               |
| (187321) | 2005 UK55              | 23                                | CSS               |
| (187322) | 2005 UT57              | 24                                | Spacewatch        |
| (187323) | 2005 UY59              | 25                                | LONEOS            |
| (187324) | 2005 UH68              | 22                                | NEAT              |
| (187325) | 2005 UL73              | 23                                | NEAT              |
| (187326) | 2005 UH78              | 25                                | Mt. Lemmon Survey |
| (187327) | 2005 UX78              | 25                                | CSS               |
| (187328) | 2005 UA80              | 25                                | Spacewatch        |
| (187329) | 2005 UK80              | 25                                | Spacewatch        |
| (187330) | 2005 UN84              | 22                                | Spacewatch        |
| (187331) | 2005 UR85              | 22                                | Spacewatch        |
| (187332) | 2005 UR87              | 22                                | Spacewatch        |
| (187333) | 2005 UQ96              | 22                                | Spacewatch        |
| (187334) | 2005 UO100             | 22                                | Spacewatch        |
| (187335) | 2005 UO104             | 22                                | Spacewatch        |
| (187336) | 2005 UP107             | 22                                | NEAT              |
| (187337) | 2005 UW108             | 22                                | CSS               |
| (187338) | 2005 UY116             | 23                                | CSS               |
| (187339) | 2005 UR127             | 24                                | Spacewatch        |
| (187340) | 2005 UV131             | 24                                | NEAT              |
| (187341) | 2005 UT141             | 25                                | CSS               |
| (187342) | 2005 UH142             | 25                                | CSS               |
| (187343) | 2005 UL158             | 28                                | Tucker, R. A.     |
| (187344) | 2005 UW159             | 22                                | CSS               |
| (187345) | 2005 UY159             | 22                                | CSS               |
| (187346) | 2005 UB180             | 24                                | Spacewatch        |
| (187347) | 2005 UJ188             | 27                                | Mt. Lemmon Survey |
| (187348) | 2005 UH195             | 22                                | Spacewatch        |
| (187349) | 2005 UT200             | 25                                | Spacewatch        |
| (187350) | 2005 UM201             | 25                                | Spacewatch        |
| (187351) | 2005 UK213             | 21                                | NEAT              |
| (187352) | 2005 UH214             | 24                                | NEAT              |
| (187353) | 2005 UW215             | 25                                | Spacewatch        |
| (187354) | 2005 UM229             | 25                                | Spacewatch        |
| (187355) | 2005 US229             | 25                                | Spacewatch        |
| (187356) | 2005 UW237             | 25                                | Spacewatch        |
| (187357) | 2005 UW238             | 25                                | Spacewatch        |
| (187358) | 2005 UZ250             | 23                                | CSS               |
| (187359) | 2005 UZ251             | 25                                | Spacewatch        |
| (187360) | 2005 UW258             | 25                                | Spacewatch        |
| (187361) | 2005 UP259             | 25                                | Spacewatch        |
| (187362) | 2005 UH262             | 26                                | Spacewatch        |
| (187363) | 2005 UK262             | 26                                | Spacewatch        |
| (187364) | 2005 UR266             | 27                                | Spacewatch        |
| (187365) | 2005 UO272             | 28                                | Spacewatch        |
| (187366) | 2005 UK273             | 28                                | Mt. Lemmon Survey |
| (187367) | 2005 UB278             | 24                                | Spacewatch        |
| (187368) | 2005 UE278             | 24                                | Spacewatch        |
| (187369) | 2005 UT281             | 25                                | CSS               |
| (187370) | 2005 UU308             | 28                                | CSS               |
| (187371) | 2005 UO318             | 27                                | Spacewatch        |
| (187372) | 2005 UT319             | 27                                | Spacewatch        |
| (187373) | 2005 UC330             | 28                                | Spacewatch        |
| (187374) | 2005 UN335             | 30                                | NEAT              |
| (187375) | 2005 UQ352             | 29                                | CSS               |
| (187376) | 2005 US359             | 25                                | Mt. Lemmon Survey |
| (187377) | 2005 UC361             | 27                                | Spacewatch        |
| (187378) | 2005 UJ361             | 27                                | Spacewatch        |
| (187379) | 2005 UB368             | 27                                | Spacewatch        |
| (187380) | 2005 UQ386             | 30                                | CSS               |
| (187381) | 2005 UZ395             | 30                                | Mt. Lemmon Survey |
| (187382) | 2005 UT401             | 27                                | Spacewatch        |
| (187383) | 2005 UF404             | 29                                | Mt. Lemmon Survey |
| (187384) | 2005 UN407             | 30                                | Mt. Lemmon Survey |
| (187385) | 2005 UJ412             | 31                                | Mt. Lemmon Survey |
| (187386) | 2005 UD455             | 28                                | Spacewatch        |
| (187387) | 2005 UW456             | 30                                | Spacewatch        |
| (187388) | 2005 UM461             | 28                                | Mt. Lemmon Survey |
| (187389) | 2005 UF472             | 30                                | Spacewatch        |
| (187390) | 2005 UB483             | 22                                | CSS               |
| (187391) | 2005 UF485             | 22                                | CSS               |
| (187392) | 2005 UA492             | 24                                | NEAT              |
| (187393) | 2005 UL494             | 25                                | CSS               |
| (187394) | 2005 UG501             | 27                                | CSS               |
| (187395) | 2005 UG511             | 27                                | LONEOS            |
| (187396) | 2005 UU516             | 25                                | Becker, A. C.     |
| (187397) | 2005 UR522             | 27                                | Becker, A. C.     |
| (187398) | 2005 VN10              | 2                                 | Mt. Lemmon Survey |
| (187399) | 2005 VB31              | 4                                 | Spacewatch        |
| (187400) | 2005 VA34              | 2                                 | Mt. Lemmon Survey |

### 187401-187500
| Họ       | Các tiểu hành tinh nhỏ | Chỉ định tạm thời (ngáy khám phá) | Khám phá bởi      |
| -------- | ---------------------- | --------------------------------- | ----------------- |
| (187401) | 2005 VB34              | 2                                 | Mt. Lemmon Survey |
| (187402) | 2005 VA38              | 3                                 | Mt. Lemmon Survey |
| (187403) | 2005 VB38              | 3                                 | Mt. Lemmon Survey |
| (187404) | 2005 VK43              | 5                                 | Mt. Lemmon Survey |
| (187405) | 2005 VL46              | 4                                 | Mt. Lemmon Survey |
| (187406) | 2005 VJ49              | 1                                 | LINEAR            |
| (187407) | 2005 VG53              | 3                                 | Mt. Lemmon Survey |
| (187408) | 2005 VR56              | 4                                 | Mt. Lemmon Survey |
| (187409) | 2005 VE58              | 4                                 | Mt. Lemmon Survey |
| (187410) | 2005 VT60              | 5                                 | Mt. Lemmon Survey |
| (187411) | 2005 VD65              | 1                                 | Mt. Lemmon Survey |
| (187412) | 2005 VM70              | 1                                 | Mt. Lemmon Survey |
| (187413) | 2005 VM72              | 1                                 | Mt. Lemmon Survey |
| (187414) | 2005 VA78              | 6                                 | LINEAR            |
| (187415) | 2005 VB78              | 6                                 | LINEAR            |
| (187416) | 2005 VV78              | 6                                 | Mt. Lemmon Survey |
| (187417) | 2005 VJ79              | 3                                 | Mt. Lemmon Survey |
| (187418) | 2005 VN80              | 5                                 | Spacewatch        |
| (187419) | 2005 VD87              | 6                                 | Spacewatch        |
| (187420) | 2005 VY103             | 3                                 | Spacewatch        |
| (187421) | 2005 VF111             | 6                                 | Mt. Lemmon Survey |
| (187422) | 2005 VA112             | 6                                 | Mt. Lemmon Survey |
| (187423) | 2005 VR114             | 10                                | CINEOS            |
| (187424) | 2005 VL119             | 15                                | NEAT              |
| (187425) | 2005 VR123             | 2                                 | CSS               |
| (187426) | 2005 WJ5               | 20                                | NEAT              |
| (187427) | 2005 WH6               | 21                                | CSS               |
| (187428) | 2005 WK6               | 21                                | CSS               |
| (187429) | 2005 WH11              | 22                                | Spacewatch        |
| (187430) | 2005 WO27              | 21                                | Spacewatch        |
| (187431) | 2005 WV27              | 21                                | Spacewatch        |
| (187432) | 2005 WF29              | 21                                | Spacewatch        |
| (187433) | 2005 WG30              | 21                                | Spacewatch        |
| (187434) | 2005 WD38              | 22                                | Spacewatch        |
| (187435) | 2005 WD53              | 25                                | Mt. Lemmon Survey |
| (187436) | 2005 WN57              | 30                                | Spacewatch        |
| (187437) | 2005 WQ62              | 25                                | CSS               |
| (187438) | 2005 WO65              | 26                                | Mt. Lemmon Survey |
| (187439) | 2005 WZ73              | 26                                | CSS               |
| (187440) | 2005 WG81              | 26                                | Mt. Lemmon Survey |
| (187441) | 2005 WM84              | 26                                | Mt. Lemmon Survey |
| (187442) | 2005 WF96              | 26                                | Spacewatch        |
| (187443) | 2005 WO97              | 26                                | Mt. Lemmon Survey |
| (187444) | 2005 WQ102             | 25                                | CSS               |
| (187445) | 2005 WY107             | 28                                | Spacewatch        |
| (187446) | 2005 WV115             | 30                                | LONEOS            |
| (187447) | 2005 WD117             | 29                                | Reddy, V.         |
| (187448) | 2005 WL120             | 29                                | Spacewatch        |
| (187449) | 2005 WH132             | 25                                | Mt. Lemmon Survey |
| (187450) | 2005 WK155             | 29                                | NEAT              |
| (187451) | 2005 WO165             | 29                                | Mt. Lemmon Survey |
| (187452) | 2005 WN179             | 21                                | LONEOS            |
| (187453) | 2005 WP191             | 22                                | CSS               |
| (187454) | 2005 WB192             | 25                                | CSS               |
| (187455) | 2005 WD193             | 26                                | CSS               |
| (187456) | 2005 XK5               | 4                                 | Spacewatch        |
| (187457) | 2005 XA17              | 1                                 | Spacewatch        |
| (187458) | 2005 XT23              | 2                                 | LINEAR            |
| (187459) | 2005 XO28              | 1                                 | CSS               |
| (187460) | 2005 XE53              | 4                                 | Spacewatch        |
| (187461) | 2005 XM65              | 7                                 | Sposetti, S.      |
| (187462) | 2005 XV70              | 6                                 | Spacewatch        |
| (187463) | 2005 XX106             | 1                                 | Buie, M. W.       |
| (187464) | 2005 YC10              | 21                                | Spacewatch        |
| (187465) | 2005 YZ139             | 28                                | Spacewatch        |
| (187466) | 2005 YR171             | 22                                | CSS               |
| (187467) | 2005 YS250             | 28                                | Spacewatch        |
| (187468) | 2006 AE24              | 5                                 | LINEAR            |
| (187469) | 2006 BL53              | 25                                | Spacewatch        |
| (187470) | 2006 BH59              | 23                                | Mt. Lemmon Survey |
| (187471) | 2006 BV72              | 23                                | Spacewatch        |
| (187472) | 2006 BP73              | 23                                | Spacewatch        |
| (187473) | 2006 BJ103             | 23                                | Mt. Lemmon Survey |
| (187474) | 2006 BM116             | 26                                | Spacewatch        |
| (187475) | 2006 BV119             | 26                                | Spacewatch        |
| (187476) | 2006 BB213             | 30                                | Bickel, W.        |
| (187477) | 2006 BW232             | 31                                | Spacewatch        |
| (187478) | 2006 CY29              | 2                                 | Spacewatch        |
| (187479) | 2006 DA15              | 20                                | Spacewatch        |
| (187480) | 2006 QX39              | 24                                | San Marcello      |
| (187481) | 2006 QU116             | 27                                | LONEOS            |
| (187482) | 2006 RY32              | 15                                | Spacewatch        |
| (187483) | 2006 RO39              | 12                                | CSS               |
| (187484) | 2006 RK97              | 15                                | Spacewatch        |
| (187485) | 2006 SL18              | 17                                | Spacewatch        |
| (187486) | 2006 SE54              | 16                                | CSS               |
| (187487) | 2006 SM54              | 17                                | Spacewatch        |
| (187488) | 2006 SZ185             | 25                                | Mt. Lemmon Survey |
| (187489) | 2006 SN206             | 25                                | Mt. Lemmon Survey |
| (187490) | 2006 SJ212             | 26                                | Spacewatch        |
| (187491) | 2006 SU223             | 25                                | Mt. Lemmon Survey |
| (187492) | 2006 SP269             | 26                                | Mt. Lemmon Survey |
| (187493) | 2006 SQ275             | 28                                | Bickel, W.        |
| (187494) | 2006 SP290             | 25                                | Spacewatch        |
| (187495) | 2006 SN293             | 25                                | Spacewatch        |
| (187496) | 2006 SP308             | 27                                | Spacewatch        |
| (187497) | 2006 SK320             | 27                                | Spacewatch        |
| (187498) | 2006 SQ326             | 27                                | Spacewatch        |
| (187499) | 2006 SZ348             | 28                                | Spacewatch        |
| (187500) | 2006 SX352             | 30                                | CSS               |

### 187501-187600
| Họ       | Các tiểu hành tinh nhỏ | Chỉ định tạm thời (ngày khám phá) | Khám phá bởi          |
| -------- | ---------------------- | --------------------------------- | --------------------- |
| (187501) | 2006 SY352             | 30                                | CSS                   |
| (187502) | 2006 SG357             | 30                                | CSS                   |
| (187503) | 2006 SQ364             | 28                                | Mt. Lemmon Survey     |
| (187504) | 2006 SO365             | 30                                | Mt. Lemmon Survey     |
| (187505) | 2006 SX394             | 27                                | Mt. Lemmon Survey     |
| (187506) | 2006 TB17              | 11                                | Spacewatch            |
| (187507) | 2006 TJ30              | 12                                | Spacewatch            |
| (187508) | 2006 TB43              | 12                                | Spacewatch            |
| (187509) | 2006 TT46              | 12                                | Spacewatch            |
| (187510) | 2006 TU48              | 12                                | Spacewatch            |
| (187511) | 2006 TE63              | 10                                | NEAT                  |
| (187512) | 2006 TB77              | 11                                | NEAT                  |
| (187513) | 2006 TG91              | 13                                | Spacewatch            |
| (187514) | 2006 TM94              | 15                                | Lin, C.-S., Ye, Q.-z. |
| (187515) | 2006 TL97              | 13                                | Spacewatch            |
| (187516) | 2006 TH107             | 15                                | Spacewatch            |
| (187517) | 2006 TA109             | 2                                 | Mt. Lemmon Survey     |
| (187518) | 2006 TD110             | 13                                | Spacewatch            |
| (187519) | 2006 UR5               | 16                                | CSS                   |
| (187520) | 2006 UJ8               | 16                                | CSS                   |
| (187521) | 2006 UL11              | 17                                | Mt. Lemmon Survey     |
| (187522) | 2006 UB12              | 17                                | Mt. Lemmon Survey     |
| (187523) | 2006 UC12              | 17                                | Mt. Lemmon Survey     |
| (187524) | 2006 UD34              | 16                                | Spacewatch            |
| (187525) | 2006 UU36              | 16                                | Spacewatch            |
| (187526) | 2006 UP40              | 16                                | Spacewatch            |
| (187527) | 2006 US45              | 16                                | Spacewatch            |
| (187528) | 2006 UM61              | 19                                | Mt. Lemmon Survey     |
| (187529) | 2006 UQ61              | 19                                | CSS                   |
| (187530) | 2006 UG62              | 17                                | Mt. Lemmon Survey     |
| (187531) | 2006 UM63              | 20                                | Nyukasa               |
| (187532) | 2006 UX64              | 23                                | Endate, K.            |
| (187533) | 2006 UQ80              | 17                                | Mt. Lemmon Survey     |
| (187534) | 2006 UU86              | 17                                | Mt. Lemmon Survey     |
| (187535) | 2006 UH87              | 17                                | Mt. Lemmon Survey     |
| (187536) | 2006 UH89              | 17                                | Spacewatch            |
| (187537) | 2006 UV93              | 18                                | Spacewatch            |
| (187538) | 2006 UA98              | 18                                | Spacewatch            |
| (187539) | 2006 UC98              | 18                                | Spacewatch            |
| (187540) | 2006 UQ115             | 19                                | Spacewatch            |
| (187541) | 2006 UX149             | 20                                | CSS                   |
| (187542) | 2006 UC183             | 17                                | CSS                   |
| (187543) | 2006 UV191             | 19                                | CSS                   |
| (187544) | 2006 UP200             | 21                                | Spacewatch            |
| (187545) | 2006 UA218             | 30                                | Endate, K.            |
| (187546) | 2006 UV221             | 17                                | Mt. Lemmon Survey     |
| (187547) | 2006 UG230             | 21                                | NEAT                  |
| (187548) | 2006 UJ240             | 23                                | Spacewatch            |
| (187549) | 2006 UX240             | 23                                | Mt. Lemmon Survey     |
| (187550) | 2006 UW248             | 27                                | Mt. Lemmon Survey     |
| (187551) | 2006 UX255             | 27                                | Mt. Lemmon Survey     |
| (187552) | 2006 UB273             | 27                                | Spacewatch            |
| (187553) | 2006 VG12              | 11                                | Mt. Lemmon Survey     |
| (187554) | 2006 VT12              | 11                                | Tucker, R. A.         |
| (187555) | 2006 VJ15              | 9                                 | Spacewatch            |
| (187556) | 2006 VZ22              | 10                                | Spacewatch            |
| (187557) | 2006 VO24              | 10                                | Spacewatch            |
| (187558) | 2006 VK50              | 10                                | Spacewatch            |
| (187559) | 2006 VV51              | 10                                | Ries, W.              |
| (187560) | 2006 VO60              | 11                                | Mt. Lemmon Survey     |
| (187561) | 2006 VV60              | 11                                | Spacewatch            |
| (187562) | 2006 VR67              | 11                                | Spacewatch            |
| (187563) | 2006 VJ73              | 11                                | Spacewatch            |
| (187564) | 2006 VL79              | 12                                | Mt. Lemmon Survey     |
| (187565) | 2006 VT79              | 12                                | Mt. Lemmon Survey     |
| (187566) | 2006 VD89              | 14                                | Spacewatch            |
| (187567) | 2006 VE94              | 15                                | CSS                   |
| (187568) | 2006 VU99              | 11                                | CSS                   |
| (187569) | 2006 VL107             | 13                                | Spacewatch            |
| (187570) | 2006 VS123             | 14                                | Spacewatch            |
| (187571) | 2006 VV123             | 14                                | Spacewatch            |
| (187572) | 2006 VV142             | 14                                | LINEAR                |
| (187573) | 2006 VN147             | 15                                | CSS                   |
| (187574) | 2006 VC153             | 8                                 | NEAT                  |
| (187575) | 2006 VW153             | 8                                 | NEAT                  |
| (187576) | 2006 WK9               | 16                                | Spacewatch            |
| (187577) | 2006 WR20              | 17                                | Mt. Lemmon Survey     |
| (187578) | 2006 WQ26              | 18                                | LINEAR                |
| (187579) | 2006 WA27              | 18                                | LINEAR                |
| (187580) | 2006 WJ35              | 16                                | Spacewatch            |
| (187581) | 2006 WP39              | 16                                | Spacewatch            |
| (187582) | 2006 WN46              | 16                                | Spacewatch            |
| (187583) | 2006 WM51              | 16                                | Spacewatch            |
| (187584) | 2006 WM64              | 17                                | Mt. Lemmon Survey     |
| (187585) | 2006 WC82              | 18                                | Spacewatch            |
| (187586) | 2006 WD88              | 18                                | Mt. Lemmon Survey     |
| (187587) | 2006 WJ88              | 18                                | LINEAR                |
| (187588) | 2006 WV88              | 18                                | Spacewatch            |
| (187589) | 2006 WH98              | 19                                | Spacewatch            |
| (187590) | 2006 WY104             | 19                                | Spacewatch            |
| (187591) | 2006 WA106             | 19                                | Spacewatch            |
| (187592) | 2006 WN115             | 20                                | Spacewatch            |
| (187593) | 2006 WY117             | 20                                | Mt. Lemmon Survey     |
| (187594) | 2006 WA128             | 24                                | Nyukasa               |
| (187595) | 2006 WE128             | 24                                | Nyukasa               |
| (187596) | 2006 WG149             | 20                                | Spacewatch            |
| (187597) | 2006 WW182             | 24                                | Spacewatch            |
| (187598) | 2006 WZ190             | 25                                | CSS                   |
| (187599) | 2006 XZ9               | 9                                 | Spacewatch            |
| (187600) | 2006 XG15              | 10                                | Spacewatch            |

### 187601-187700
| Họ       | Các tiểu hành tinh nhỏ | Chỉ định tạm thời (Ngày khám phá) | Khám phá bởi                                 |
| -------- | ---------------------- | --------------------------------- | -------------------------------------------- |
| (187601) | 2006 XQ25              | 12                                | Mt. Lemmon Survey                            |
| (187602) | 2006 XY27              | 13                                | Mt. Lemmon Survey                            |
| (187603) | 2006 XK38              | 11                                | Spacewatch                                   |
| (187604) | 2006 XN63              | 6                                 | NEAT                                         |
| (187605) | 2006 XR65              | 12                                | NEAT                                         |
| (187606) | 2006 XB69              | 12                                | Mt. Lemmon Survey                            |
| (187607) | 2006 YB13              | 21                                | Spacewatch                                   |
| (187608) | 2006 YZ14              | 16                                | Mt. Lemmon Survey                            |
| (187609) | 2006 YX30              | 21                                | Spacewatch                                   |
| (187610) | 2006 YK37              | 21                                | Spacewatch                                   |
| (187611) | 2007 AJ1               | 8                                 | Mt. Lemmon Survey                            |
| (187612) | 2007 AN6               | 8                                 | Spacewatch                                   |
| (187613) | 2007 AU13              | 9                                 | Mt. Lemmon Survey                            |
| (187614) | 2007 AX14              | 10                                | Mt. Lemmon Survey                            |
| (187615) | 2007 AG16              | 10                                | Spacewatch                                   |
| (187616) | 2007 AK17              | 15                                | CSS                                          |
| (187617) | 2007 AE18              | 8                                 | CSS                                          |
| (187618) | 2007 AM22              | 14                                | Nyukasa                                      |
| (187619) | 2007 AA23              | 10                                | Mt. Lemmon Survey                            |
| (187620) | 2007 AH26              | 10                                | Spacewatch                                   |
| (187621) | 2007 AY26              | 14                                | LINEAR                                       |
| (187622) | 2007 BL9               | 17                                | NEAT                                         |
| (187623) | 2007 BM10              | 17                                | NEAT                                         |
| (187624) | 2007 BH17              | 17                                | NEAT                                         |
| (187625) | 2007 BF19              | 21                                | LINEAR                                       |
| (187626) | 2007 BB22              | 24                                | LINEAR                                       |
| (187627) | 2007 BE30              | 24                                | CSS                                          |
| (187628) | 2007 BX36              | 24                                | CSS                                          |
| (187629) | 2007 BY43              | 24                                | CSS                                          |
| (187630) | 2007 BQ50              | 23                                | LONEOS                                       |
| (187631) | 2007 BS63              | 27                                | Mt. Lemmon Survey                            |
| (187632) | 2007 BA66              | 27                                | Mt. Lemmon Survey                            |
| (187633) | 2007 BG66              | 27                                | Mt. Lemmon Survey                            |
| (187634) | 2007 CE                | 6                                 | Spacewatch                                   |
| (187635) | 2007 CH2               | 6                                 | Spacewatch                                   |
| (187636) | 2007 CF13              | 6                                 | Lin, H.-C., Ye, Q.-z.                        |
| (187637) | 2007 CC25              | 8                                 | CSS                                          |
| (187638) | 2007 CH26              | 11                                | Skillman, D.                                 |
| (187639) | 2007 CV28              | 6                                 | Mt. Lemmon Survey                            |
| (187640) | 2007 CF31              | 6                                 | Mt. Lemmon Survey                            |
| (187641) | 2007 CV36              | 6                                 | Mt. Lemmon Survey                            |
| (187642) | 2007 CP40              | 7                                 | Spacewatch                                   |
| (187643) | 2007 CU45              | 8                                 | NEAT                                         |
| (187644) | 2007 DA1               | 16                                | Calvin College                               |
| (187645) | 2007 DB1               | 16                                | Calvin College                               |
| (187646) | 2007 DB3               | 16                                | CSS                                          |
| (187647) | 2007 DN16              | 17                                | Spacewatch                                   |
| (187648) | 2007 DC24              | 17                                | Spacewatch                                   |
| (187649) | 2007 DG77              | 22                                | CSS                                          |
| (187650) | 2007 DA78              | 23                                | CSS                                          |
| (187651) | 2007 DU91              | 23                                | Mt. Lemmon Survey                            |
| (187652) | 2007 EP19              | 10                                | Mt. Lemmon Survey                            |
| (187653) | 2007 EN31              | 10                                | Spacewatch                                   |
| (187654) | 2007 EQ61              | 10                                | Spacewatch                                   |
| (187655) | 2007 EZ103             | 11                                | Mt. Lemmon Survey                            |
| (187656) | 2007 EM107             | 11                                | Spacewatch                                   |
| (187657) | 2007 ER148             | 12                                | Mt. Lemmon Survey                            |
| (187658) | 2007 EV161             | 15                                | Mt. Lemmon Survey                            |
| (187659) | 2007 EN186             | 15                                | Mt. Lemmon Survey                            |
| (187660) | 2007 JE8               | 9                                 | Mt. Lemmon Survey                            |
| (187661) | 2007 JG43              | 10                                | Schwamb, M. E., Brown, M. E., Rabinowitz, D. |
| (187662) | 2007 JU44              | 10                                | Mt. Lemmon Survey                            |
| (187663) | 2007 WM20              | 18                                | Mt. Lemmon Survey                            |
| (187664) | 2007 WQ52              | 20                                | Mt. Lemmon Survey                            |
| (187665) | 2008 AY49              | 11                                | Spacewatch                                   |
| (187666) | 2008 BM18              | 30                                | Mt. Lemmon Survey                            |
| (187667) | 2008 BZ38              | 31                                | Mt. Lemmon Survey                            |
| (187668) | 2008 BB39              | 30                                | OAM                                          |
| (187669) | 2008 CK5               | 5                                 | OAM                                          |
| (187670) | 2008 CL18              | 3                                 | Spacewatch                                   |
| (187671) | 2008 CJ37              | 2                                 | Spacewatch                                   |
| (187672) | 2008 CT41              | 2                                 | Spacewatch                                   |
| (187673) | 2008 CO70              | 9                                 | Dillon, W. G.                                |
| (187674) | 2008 CZ74              | 10                                | Bickel, W.                                   |
| (187675) | 2008 CN85              | 7                                 | Spacewatch                                   |
| (187676) | 2008 CG91              | 8                                 | Spacewatch                                   |
| (187677) | 2008 CF142             | 8                                 | Spacewatch                                   |
| (187678) | 2008 CS156             | 9                                 | Spacewatch                                   |
| (187679) | 2008 DC5               | 28                                | Lowe, A.                                     |
| (187680) | 2008 DE5               | 28                                | Lowe, A.                                     |
| (187681) | 2008 DP11              | 26                                | Spacewatch                                   |
| (187682) | 2008 DV12              | 26                                | Spacewatch                                   |
| (187683) | 2008 DE15              | 26                                | Mt. Lemmon Survey                            |
| (187684) | 2008 DW16              | 27                                | Mt. Lemmon Survey                            |
| (187685) | 2008 DO21              | 28                                | Spacewatch                                   |
| (187686) | 2008 DJ26              | 26                                | Spacewatch                                   |
| (187687) | 2008 DV31              | 27                                | Spacewatch                                   |
| (187688) | 2008 DR33              | 27                                | Spacewatch                                   |
| (187689) | 2008 DS40              | 27                                | Spacewatch                                   |
| (187690) | 2008 DT46              | 28                                | Spacewatch                                   |
| (187691) | 2008 DT47              | 28                                | Mt. Lemmon Survey                            |
| (187692) | 2008 DM56              | 29                                | Spacewatch                                   |
| (187693) | 2008 DG58              | 27                                | LINEAR                                       |
| (187694) | 2008 DN59              | 27                                | Mt. Lemmon Survey                            |
| (187695) | 2008 DP68              | 29                                | Spacewatch                                   |
| (187696) | 2008 DU69              | 29                                | Spacewatch                                   |
| (187697) | 2008 DZ73              | 27                                | Mt. Lemmon Survey                            |
| (187698) | 2008 DM79              | 28                                | CSS                                          |
| (187699) | 2008 EF1               | 3                                 | Chante-Perdrix                               |
| (187700) | 2008 EG8               | 2                                 | OAM                                          |

### 187701-187800
| Họ       | Các tiểu hành tinh nhỏ | Chỉ định tạm thời (ngày khám phá) | Khám phá bởi                                              |
| -------- | ---------------------- | --------------------------------- | --------------------------------------------------------- |
| (187701) | 2008 EU16              | 1                                 | Spacewatch                                                |
| (187702) | 2008 EM19              | 2                                 | Spacewatch                                                |
| (187703) | 2008 EC20              | 2                                 | Spacewatch                                                |
| (187704) | 2008 EC25              | 3                                 | Mt. Lemmon Survey                                         |
| (187705) | 2008 EV28              | 4                                 | Mt. Lemmon Survey                                         |
| (187706) | 2008 EU34              | 2                                 | Spacewatch                                                |
| (187707) | 2008 EQ35              | 2                                 | PMO NEO Survey Program                                    |
| (187708) | 2008 EJ36              | 3                                 | Spacewatch                                                |
| (187709) | 2008 EW36              | 3                                 | PMO NEO Survey Program                                    |
| (187710) | 2008 EM47              | 5                                 | Mt. Lemmon Survey                                         |
| (187711) | 2008 EU47              | 5                                 | Spacewatch                                                |
| (187712) | 2008 ET54              | 6                                 | Spacewatch                                                |
| (187713) | 2008 ES56              | 7                                 | CSS                                                       |
| (187714) | 2008 EU76              | 7                                 | Spacewatch                                                |
| (187715) | 2008 EZ77              | 7                                 | Spacewatch                                                |
| (187716) | 2008 ED81              | 10                                | Spacewatch                                                |
| (187717) | 2008 ED82              | 5                                 | LINEAR                                                    |
| (187718) | 2008 EB83              | 8                                 | LINEAR                                                    |
| (187719) | 2008 EG83              | 8                                 | LINEAR                                                    |
| (187720) | 2008 EX85              | 7                                 | CSS                                                       |
| (187721) | 2008 EJ123             | 9                                 | Spacewatch                                                |
| (187722) | 2008 EN136             | 11                                | Spacewatch                                                |
| (187723) | 2008 EN146             | 5                                 | Mt. Lemmon Survey                                         |
| (187724) | 2008 FC38              | 28                                | Spacewatch                                                |
| (187725) | 2008 FV40              | 28                                | Spacewatch                                                |
| (187726) | 2008 FX52              | 28                                | Mt. Lemmon Survey                                         |
| (187727) | 2008 FW55              | 28                                | Mt. Lemmon Survey                                         |
| (187728) | 2008 FR58              | 28                                | Mt. Lemmon Survey                                         |
| (187729) | 2008 FO61              | 30                                | CSS                                                       |
| (187730) | 2008 FX66              | 28                                | Spacewatch                                                |
| (187731) | 2008 FH76              | 31                                | CSS                                                       |
| (187732) | 2008 FM80              | 27                                | Mt. Lemmon Survey                                         |
| (187733) | 2008 FW80              | 27                                | Mt. Lemmon Survey                                         |
| (187734) | 2008 FF104             | 30                                | Spacewatch                                                |
| (187735) | 2008 FD106             | 31                                | Spacewatch                                                |
| (187736) | 2008 FA114             | 31                                | Spacewatch                                                |
| (187737) | 2153 P-L               | 24                                | van Houten, C. J., van Houten-Groeneveld, I., Gehrels, T. |
| (187738) | 5031 P-L               | 17                                | van Houten, C. J., van Houten-Groeneveld, I., Gehrels, T. |
| (187739) | 1168 T-1               | 25                                | van Houten, C. J., van Houten-Groeneveld, I., Gehrels, T. |
| (187740) | 1224 T-2               | 29                                | van Houten, C. J., van Houten-Groeneveld, I., Gehrels, T. |
| (187741) | 2100 T-3               | 16                                | van Houten, C. J., van Houten-Groeneveld, I., Gehrels, T. |
| (187742) | 2351 T-3               | 16                                | van Houten, C. J., van Houten-Groeneveld, I., Gehrels, T. |
| (187743) | 3562 T-3               | 16                                | van Houten, C. J., van Houten-Groeneveld, I., Gehrels, T. |
| (187744) | 4085 T-3               | 16                                | van Houten, C. J., van Houten-Groeneveld, I., Gehrels, T. |
| (187745) | 5137 T-3               | 16                                | van Houten, C. J., van Houten-Groeneveld, I., Gehrels, T. |
| (187746) | 1976 DC                | 27                                | West, R. M.                                               |
| (187747) | 1993 FS21              | 21                                | UESAC                                                     |
| (187748) | 1993 FW33              | 19                                | UESAC                                                     |
| (187749) | 1993 FC61              | 19                                | UESAC                                                     |
| (187750) | 1994 WB7               | 28                                | Spacewatch                                                |
| (187751) | 1995 GG3               | 2                                 | Spacewatch                                                |
| (187752) | 1995 MF6               | 24                                | Spacewatch                                                |
| (187753) | 1995 SF49              | 22                                | Spacewatch                                                |
| (187754) | 1995 YV7               | 16                                | Spacewatch                                                |
| (187755) | 1996 HN17              | 18                                | Elst, E. W.                                               |
| (187756) | 1996 RX18              | 15                                | Spacewatch                                                |
| (187757) | 1996 UH4               | 29                                | Beijing Schmidt CCD Asteroid Program                      |
| (187758) | 1996 VU11              | 4                                 | Spacewatch                                                |
| (187759) | 1996 XD8               | 1                                 | Spacewatch                                                |
| (187760) | 1997 BD6               | 31                                | Spacewatch                                                |
| (187761) | 1997 NX4               | 8                                 | ODAS                                                      |
| (187762) | 1997 WQ5               | 23                                | Spacewatch                                                |
| (187763) | 1998 BS17              | 22                                | Spacewatch                                                |
| (187764) | 1998 BF20              | 22                                | Spacewatch                                                |
| (187765) | 1998 BX38              | 29                                | Spacewatch                                                |
| (187766) | 1998 DV17              | 23                                | Spacewatch                                                |
| (187767) | 1998 QP4               | 22                                | Beijing Schmidt CCD Asteroid Program                      |
| (187768) | 1998 QM72              | 24                                | LINEAR                                                    |
| (187769) | 1998 RX29              | 14                                | LINEAR                                                    |
| (187770) | 1998 RU41              | 14                                | LINEAR                                                    |
| (187771) | 1998 RP52              | 14                                | LINEAR                                                    |
| (187772) | 1998 RG70              | 14                                | LINEAR                                                    |
| (187773) | 1998 RQ71              | 14                                | LINEAR                                                    |
| (187774) | 1998 SR6               | 20                                | Spacewatch                                                |
| (187775) | 1998 SQ21              | 21                                | Spacewatch                                                |
| (187776) | 1998 SH55              | 16                                | LONEOS                                                    |
| (187777) | 1998 SZ70              | 21                                | Elst, E. W.                                               |
| (187778) | 1998 SJ88              | 26                                | LINEAR                                                    |
| (187779) | 1998 SO88              | 26                                | LINEAR                                                    |
| (187780) | 1998 SC109             | 26                                | LINEAR                                                    |
| (187781) | 1998 SM112             | 26                                | LINEAR                                                    |
| (187782) | 1998 SB120             | 26                                | LINEAR                                                    |
| (187783) | 1998 SF120             | 26                                | LINEAR                                                    |
| (187784) | 1998 SL148             | 26                                | LINEAR                                                    |
| (187785) | 1998 SM159             | 26                                | LINEAR                                                    |
| (187786) | 1998 SB165             | 22                                | LONEOS                                                    |
| (187787) | 1998 SR168             | 17                                | LONEOS                                                    |
| (187788) | 1998 SA169             | 22                                | LONEOS                                                    |
| (187789) | 1998 UN31              | 22                                | Beijing Schmidt CCD Asteroid Program                      |
| (187790) | 1998 UH36              | 28                                | LINEAR                                                    |
| (187791) | 1998 VO1               | 10                                | LINEAR                                                    |
| (187792) | 1999 AV3               | 10                                | Kobayashi, T.                                             |
| (187793) | 1999 BL10              | 23                                | Korlevic, K.                                              |
| (187794) | 1999 CM28              | 10                                | LINEAR                                                    |
| (187795) | 1999 CB97              | 10                                | LINEAR                                                    |
| (187796) | 1999 CS132             | 8                                 | Spacewatch                                                |
| (187797) | 1999 CS133             | 7                                 | Spacewatch                                                |
| (187798) | 1999 FW15              | 20                                | Spacewatch                                                |
| (187799) | 1999 FK16              | 21                                | Spacewatch                                                |
| (187800) | 1999 GZ13              | 14                                | Spacewatch                                                |

### 187801-187900
| Họ       | Các tiểu hành tinh nhỏ | Chỉ định tạm thời (ngày khám phá) | Khám phá bởi                         |
| -------- | ---------------------- | --------------------------------- | ------------------------------------ |
| (187801) | 1999 HZ5               | 18                                | Spacewatch                           |
| (187802) | 1999 JU2               | 8                                 | Beijing Schmidt CCD Asteroid Program |
| (187803) | 1999 JN8               | 14                                | LINEAR                               |
| (187804) | 1999 OB2               | 22                                | LINEAR                               |
| (187805) | 1999 RR32              | 8                                 | Osservatorio San Vittore             |
| (187806) | 1999 RB51              | 7                                 | LINEAR                               |
| (187807) | 1999 RM189             | 9                                 | LINEAR                               |
| (187808) | 1999 RA214             | 13                                | Spacewatch                           |
| (187809) | 1999 TS16              | 14                                | Sarounova, L.                        |
| (187810) | 1999 TC18              | 10                                | Beijing Schmidt CCD Asteroid Program |
| (187811) | 1999 TX77              | 10                                | Spacewatch                           |
| (187812) | 1999 TU131             | 6                                 | LINEAR                               |
| (187813) | 1999 TR154             | 7                                 | LINEAR                               |
| (187814) | 1999 TL159             | 9                                 | LINEAR                               |
| (187815) | 1999 TH164             | 10                                | LINEAR                               |
| (187816) | 1999 TL177             | 10                                | LINEAR                               |
| (187817) | 1999 TP225             | 2                                 | Spacewatch                           |
| (187818) | 1999 TA229             | 3                                 | CSS                                  |
| (187819) | 1999 TD244             | 7                                 | CSS                                  |
| (187820) | 1999 TP253             | 10                                | LINEAR                               |
| (187821) | 1999 TS260             | 11                                | Spacewatch                           |
| (187822) | 1999 UH7               | 30                                | LINEAR                               |
| (187823) | 1999 UK16              | 29                                | CSS                                  |
| (187824) | 1999 UH32              | 31                                | Spacewatch                           |
| (187825) | 1999 UP32              | 31                                | Spacewatch                           |
| (187826) | 1999 US32              | 31                                | Spacewatch                           |
| (187827) | 1999 UW33              | 31                                | Spacewatch                           |
| (187828) | 1999 VX21              | 12                                | Korlevic, K.                         |
| (187829) | 1999 VT58              | 4                                 | LINEAR                               |
| (187830) | 1999 VG61              | 4                                 | LINEAR                               |
| (187831) | 1999 VC95              | 9                                 | LINEAR                               |
| (187832) | 1999 VU95              | 9                                 | LINEAR                               |
| (187833) | 1999 VO105             | 9                                 | LINEAR                               |
| (187834) | 1999 VM121             | 4                                 | Spacewatch                           |
| (187835) | 1999 VH134             | 10                                | Spacewatch                           |
| (187836) | 1999 VM147             | 13                                | LINEAR                               |
| (187837) | 1999 VQ153             | 11                                | Spacewatch                           |
| (187838) | 1999 VT165             | 14                                | LINEAR                               |
| (187839) | 1999 VD184             | 15                                | LINEAR                               |
| (187840) | 1999 VF188             | 15                                | LINEAR                               |
| (187841) | 1999 VF208             | 9                                 | Spacewatch                           |
| (187842) | 1999 VJ225             | 5                                 | LINEAR                               |
| (187843) | 1999 XN50              | 7                                 | LINEAR                               |
| (187844) | 1999 XP53              | 7                                 | LINEAR                               |
| (187845) | 1999 XW109             | 4                                 | CSS                                  |
| (187846) | 1999 XK135             | 8                                 | LINEAR                               |
| (187847) | 1999 XM138             | 4                                 | Spacewatch                           |
| (187848) | 1999 XC246             | 5                                 | LINEAR                               |
| (187849) | 1999 XM248             | 6                                 | LINEAR                               |
| (187850) | 2000 AB48              | 5                                 | LINEAR                               |
| (187851) | 2000 AG151             | 11                                | Comba, P. G.                         |
| (187852) | 2000 AA170             | 7                                 | LINEAR                               |
| (187853) | 2000 AA225             | 11                                | Spacewatch                           |
| (187854) | 2000 AS253             | 7                                 | Spacewatch                           |
| (187855) | 2000 GP4               | 4                                 | LINEAR                               |
| (187856) | 2000 GL155             | 6                                 | LONEOS                               |
| (187857) | 2000 HA5               | 27                                | LINEAR                               |
| (187858) | 2000 HA31              | 28                                | LINEAR                               |
| (187859) | 2000 HL69              | 25                                | LONEOS                               |
| (187860) | 2000 JM10              | 7                                 | LINEAR                               |
| (187861) | 2000 KG17              | 28                                | LINEAR                               |
| (187862) | 2000 LW14              | 7                                 | LINEAR                               |
| (187863) | 2000 LW25              | 11                                | LINEAR                               |
| (187864) | 2000 NE6               | 3                                 | Spacewatch                           |
| (187865) | 2000 OG56              | 29                                | LONEOS                               |
| (187866) | 2000 OV59              | 29                                | LONEOS                               |
| (187867) | 2000 OJ60              | 29                                | LONEOS                               |
| (187868) | 2000 PA10              | 1                                 | LINEAR                               |
| (187869) | 2000 QH51              | 24                                | LINEAR                               |
| (187870) | 2000 QH62              | 28                                | LINEAR                               |
| (187871) | 2000 QC64              | 28                                | LINEAR                               |
| (187872) | 2000 QB70              | 24                                | LINEAR                               |
| (187873) | 2000 QN78              | 24                                | LINEAR                               |
| (187874) | 2000 QH91              | 25                                | LINEAR                               |
| (187875) | 2000 QX91              | 25                                | LINEAR                               |
| (187876) | 2000 QT104             | 28                                | LINEAR                               |
| (187877) | 2000 QG117             | 25                                | LINEAR                               |
| (187878) | 2000 QL120             | 25                                | LINEAR                               |
| (187879) | 2000 QQ169             | 31                                | LINEAR                               |
| (187880) | 2000 QK176             | 31                                | LINEAR                               |
| (187881) | 2000 QY211             | 31                                | LINEAR                               |
| (187882) | 2000 QW230             | 31                                | Spacewatch                           |
| (187883) | 2000 RW                | 1                                 | LINEAR                               |
| (187884) | 2000 RS42              | 3                                 | LINEAR                               |
| (187885) | 2000 RS53              | 7                                 | BATTeRS                              |
| (187886) | 2000 RV53              | 7                                 | LINEAR                               |
| (187887) | 2000 RW64              | 1                                 | LINEAR                               |
| (187888) | 2000 RV73              | 2                                 | LINEAR                               |
| (187889) | 2000 SV5               | 22                                | LINEAR                               |
| (187890) | 2000 SW41              | 24                                | LINEAR                               |
| (187891) | 2000 ST46              | 23                                | LINEAR                               |
| (187892) | 2000 SD59              | 24                                | LINEAR                               |
| (187893) | 2000 SF85              | 24                                | LINEAR                               |
| (187894) | 2000 SF142             | 23                                | LINEAR                               |
| (187895) | 2000 SJ165             | 23                                | LINEAR                               |
| (187896) | 2000 SJ189             | 22                                | NEAT                                 |
| (187897) | 2000 SM198             | 24                                | LINEAR                               |
| (187898) | 2000 ST213             | 25                                | LINEAR                               |
| (187899) | 2000 SU261             | 24                                | LINEAR                               |
| (187900) | 2000 SR265             | 26                                | LINEAR                               |

### 187901-188000
| Họ       | Các tiểu hành tinh nhỏ | Chỉ định tạm thời (Ngày khám phá) | Khám phá bởi |
| -------- | ---------------------- | --------------------------------- | ------------ |
| (187901) | 2000 SB317             | 30                                | LINEAR       |
| (187902) | 2000 SJ339             | 25                                | LINEAR       |
| (187903) | 2000 SN341             | 24                                | LINEAR       |
| (187904) | 2000 SM363             | 22                                | LONEOS       |
| (187905) | 2000 TR23              | 1                                 | LINEAR       |
| (187906) | 2000 TZ49              | 1                                 | LINEAR       |
| (187907) | 2000 UH37              | 24                                | LINEAR       |
| (187908) | 2000 UD62              | 25                                | LINEAR       |
| (187909) | 2000 UG65              | 25                                | LINEAR       |
| (187910) | 2000 UN70              | 25                                | LINEAR       |
| (187911) | 2000 UU84              | 31                                | LINEAR       |
| (187912) | 2000 VS38              | 1                                 | Spacewatch   |
| (187913) | 2000 VM39              | 1                                 | LINEAR       |
| (187914) | 2000 VD43              | 1                                 | LINEAR       |
| (187915) | 2000 VU54              | 3                                 | LINEAR       |
| (187916) | 2000 VY57              | 3                                 | LINEAR       |
| (187917) | 2000 WH9               | 21                                | Eskridge     |
| (187918) | 2000 WD108             | 20                                | LINEAR       |
| (187919) | 2000 WR124             | 20                                | LINEAR       |
| (187920) | 2000 XF41              | 5                                 | LINEAR       |
| (187921) | 2000 YT3               | 18                                | Spacewatch   |
| (187922) | 2000 YD57              | 30                                | LINEAR       |
| (187923) | 2000 YF97              | 30                                | LINEAR       |
| (187924) | 2000 YA100             | 30                                | LINEAR       |
| (187925) | 2001 AN51              | 15                                | Spacewatch   |
| (187926) | 2001 BH31              | 20                                | LINEAR       |
| (187927) | 2001 BK39              | 21                                | Spacewatch   |
| (187928) | 2001 CT15              | 1                                 | LINEAR       |
| (187929) | 2001 CD24              | 1                                 | LONEOS       |
| (187930) | 2001 DY43              | 19                                | LINEAR       |
| (187931) | 2001 DN107             | 20                                | LINEAR       |
| (187932) | 2001 EX23              | 15                                | NEAT         |
| (187933) | 2001 ES27              | 2                                 | LONEOS       |
| (187934) | 2001 FU17              | 19                                | LONEOS       |
| (187935) | 2001 FO88              | 26                                | Spacewatch   |
| (187936) | 2001 FL124             | 27                                | LONEOS       |
| (187937) | 2001 FW131             | 20                                | NEAT         |
| (187938) | 2001 FM149             | 24                                | LONEOS       |
| (187939) | 2001 FP156             | 26                                | NEAT         |
| (187940) | 2001 GG1               | 14                                | Spacewatch   |
| (187941) | 2001 GU3               | 15                                | LINEAR       |
| (187942) | 2001 KF3               | 17                                | LINEAR       |
| (187943) | 2001 KO33              | 18                                | LINEAR       |
| (187944) | 2001 KU37              | 22                                | LINEAR       |
| (187945) | 2001 KJ43              | 22                                | LINEAR       |
| (187946) | 2001 KC66              | 22                                | LONEOS       |
| (187947) | 2001 KM67              | 25                                | Spacewatch   |
| (187948) | 2001 KV70              | 24                                | LONEOS       |
| (187949) | 2001 KX74              | 27                                | NEAT         |
| (187950) | 2001 MO11              | 19                                | NEAT         |
| (187951) | 2001 NL                | 9                                 | NEAT         |
| (187952) | 2001 OL2               | 16                                | LONEOS       |
| (187953) | 2001 OB8               | 17                                | LONEOS       |
| (187954) | 2001 OV9               | 18                                | NEAT         |
| (187955) | 2001 OV33              | 19                                | NEAT         |
| (187956) | 2001 OA49              | 16                                | NEAT         |
| (187957) | 2001 OA57              | 16                                | LONEOS       |
| (187958) | 2001 OR66              | 23                                | NEAT         |
| (187959) | 2001 OW66              | 23                                | NEAT         |
| (187960) | 2001 PM                | 5                                 | NEAT         |
| (187961) | 2001 PL2               | 3                                 | NEAT         |
| (187962) | 2001 PB36              | 11                                | NEAT         |
| (187963) | 2001 PK36              | 11                                | NEAT         |
| (187964) | 2001 PM51              | 15                                | NEAT         |
| (187965) | 2001 QU36              | 16                                | LINEAR       |
| (187966) | 2001 QQ37              | 16                                | LINEAR       |
| (187967) | 2001 QA41              | 16                                | LINEAR       |
| (187968) | 2001 QC42              | 16                                | LINEAR       |
| (187969) | 2001 QS59              | 18                                | LINEAR       |
| (187970) | 2001 QP66              | 17                                | LINEAR       |
| (187971) | 2001 QB85              | 19                                | LINEAR       |
| (187972) | 2001 QL103             | 19                                | LINEAR       |
| (187973) | 2001 QP112             | 25                                | LINEAR       |
| (187974) | 2001 QV118             | 17                                | LINEAR       |
| (187975) | 2001 QQ155             | 23                                | LONEOS       |
| (187976) | 2001 QK169             | 26                                | NEAT         |
| (187977) | 2001 QX205             | 23                                | LONEOS       |
| (187978) | 2001 QT218             | 23                                | LONEOS       |
| (187979) | 2001 QK234             | 24                                | LINEAR       |
| (187980) | 2001 QP288             | 17                                | NEAT         |
| (187981) | 2001 QL307             | 19                                | Buie, M. W.  |
| (187982) | 2001 QR333             | 26                                | NEAT         |
| (187983) | 2001 RM4               | 8                                 | LINEAR       |
| (187984) | 2001 RO8               | 8                                 | LINEAR       |
| (187985) | 2001 RT37              | 8                                 | LINEAR       |
| (187986) | 2001 RC39              | 10                                | LINEAR       |
| (187987) | 2001 RJ43              | 12                                | Ball, L.     |
| (187988) | 2001 RM79              | 10                                | LINEAR       |
| (187989) | 2001 RF101             | 12                                | LINEAR       |
| (187990) | 2001 RT123             | 12                                | LINEAR       |
| (187991) | 2001 RJ153             | 12                                | LINEAR       |
| (187992) | 2001 SA42              | 16                                | LINEAR       |
| (187993) | 2001 SZ55              | 16                                | LINEAR       |
| (187994) | 2001 SZ63              | 17                                | LINEAR       |
| (187995) | 2001 SO151             | 17                                | LINEAR       |
| (187996) | 2001 SU152             | 17                                | LINEAR       |
| (187997) | 2001 SC161             | 17                                | LINEAR       |
| (187998) | 2001 SO175             | 16                                | LINEAR       |
| (187999) | 2001 SY201             | 19                                | LINEAR       |
| (188000) | 2001 SR204             | 19                                | LINEAR       |